# Kodak DCS Pro 14n
 (janvier 2019).
Le Kodak Professional DCS Pro 14n est un appareil photographique reflex numérique professionnel basé sur le Nikon F80 utilisant la monture Monture Nikon F  produit par Eastman Kodak. 
Il a été annoncé au salon (événementiel) de la photographie Photokina en Allemagne en Septembre 2002 ; les premiers exemplaires de production sont vendus en Mai 2003.

## Description
Possédant un capteur de 13,89 Megapixels (4 560 × 3 048 pixels au total) full frame (plein format) 24 × 36 mm utilisant la technologie CMOS, le DCS Pro 14n est le troisième appareil photo Reflex Plein Format à sortir sur le marché, après l'échec commercial du Contax N Digital et la réussite du Canon EOS-1Ds. Tous les Appareils Photo Reflex le précédant ayant des capteurs plus petits qu'un film photographique, et ayant un coefficient de conversion plus haut que 1.0, ceci rendant la réalisation d'un grand angle difficile.
En Septembre 2003 Kodak annonce la possibilité aux propriétaires du DCS Pro 14n de passer de 256 à 512 Mo de mémoire. La version possédant 512 Mo de mémoire est parfois officieusement appelée Kodak Professionnal DCS Pro 14n 512. Une version monochrome existe elle-aussi, équipée du même capteur CMOS, connue officieusement sous le nom de Kodak Professionnal DCS Pro 14n m.
Le DCS Pro 14n a été remplacé par le Kodak DCS Pro SLR, sorti en 2004, qui est assez similaire, tout en comportant quelques améliorations. Ce nouvel appareil intègre un meilleur capteur, ainsi qu'une meilleure gestion de l'alimentation batterie. Il est également vendu de série avec 512 Mo de mémoire tampon. Pour près de 1 800 Dollars, les acheteurs du DCS Pro 14n peuvent effectuer une mise à niveau chez Kodak, comprenant le nouveau capteur et l'augmentation de la mémoire. Ces appareils photo mis à niveau sont officiellement rebadgés sous le nom de Kodak Professionnal DCS Pro 14nx par Kodak. Excepté l'absence de gestion de l'alimentation amélioré, et le nom, ces appareils photo sont très proches du DCS Pro SLR.